# Noaptea iguanei (film)

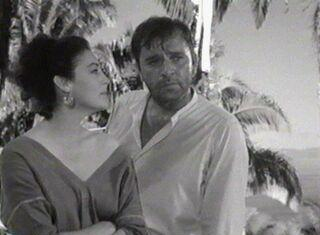
Ava Gardner și Richard Burton într-o scenă din film

Noaptea iguanei (titlul original: în engleză The Night of the Iguana) este un film dramatic american, realizat în 1964 de regizorul John Huston , după piesa omonimă a scriitorului Tennessee Williams, protagoniști fiind actorii Richard Burton, Ava Gardner, Deborah Kerr și Sue Lyon.

## Rezumat
Reverendul Shannon, care a fost suspendat din slujba bisericii pentru că a avut o relație cu „o foarte tânără profesoară de școală”. Acum însoțește un grup de profesoare fiind supravegheați de Judith Fellowes. Aceasta îl urmărește cu suspiciune pe Shannon și se simte de asemenea datoare să o „protejeze” pe Charlotte Goodall, în vârstă de 17 ani, pentru că evident, fata este atrasă magic de el. Dar apoi însoțitoarea îi surprinde pe cei doi împreună în camera de hotel a lui Shannon. Fellowes vrea să se asigure că Shannon își pierde locul de muncă și îl raportează imediat conducerii biroului de turism.
Un hotel confortabil cu aer condiționat așteaptă grupul după o călătorie obositoare prin căldură și praf. Acolo ar trebui să vină și telegrama de răspuns de la conducere. Dar Shannon vrea să evite problema și trece cu mașina pe lângă hotel, cu toate protestele furioase ale pasagerilor. Destinația lui este un mic hotel retras și rău famat. O cunoaște pe proprietăreasă, Maxine, soția unui prieten care a murit recent. El îi descrie situația sa și Maxine vrea să-l ajute împiedicând-o pe domnișoara Fellowes să contacteze din nou operatorul de turism. Profesorii vor să plece imediat, dar Shannon a deteriorat autobuzul ascunzându-i cablul de distribuție. În rândul femeilor izbucneste panica și datorită caldurii, dar nu au de ales decât sa se lase deocamdată în voia soartei.
Sosesc doi călători ciudați, Hannah Jelkes și bunicul ei. Nu au bani și trăiesc de pe o zi pe alta, sau mai degrabă din caritatea semenilor lor. Hannah pictează și încearcă să vândă tablourile, bunicul de 98 de ani, recită poezii pe care le-a scris el însuși și caută o concluzie supremă pentru ultima sa lucrare, pe care o găsește în sfârșit: imediat după recitarea lui emoționantă, suferă un infarct.
În această atmosferă apăsătoare de căldură și incertitudine, cu acest colectiv ciudat de personaje foarte diferite, evenimentele continuă să se desfășoare: Charlotte își găsește un nou prieten, bunicul moare după ce își încheie munca, Shannon, trebuind să decidă între Maxine și Hannah, alege proprietara hotelului cu care vrea să-l administreze în viitor. Contactul telegrafic cu lumea exterioară este de asemenea restabilit, iar Judith poate părăsi în sfârșit locul singuratic împreună cu profesorii ei.
Dar chiar și iguana, șopârla mare care își trăiește viața legată în spatele hotelului, i se permite să plece înapoi în sălbăticie.

## Distribuție
- Richard Burton – reverendul T. Lawrence Shannon
- Ava Gardner – Maxine Faulk
- Deborah Kerr – Hannah Jelkes
- Sue Lyon – Charlotte Goodall
- Grayson Hall – Judith Fellowes, însoțitoarea Charlottei
- Cyril Delevanti – Nonno, poet și bunicul Hannei
- Skip Ward – Hank Prosner
- Mary Boylan – Miss Peebles
- Emilio Fernández – barmanul (nemenționat)
- Gladys Hill – Miss Dexter (nemenționată)
- Barbara Joyce – profesoara (nemenționată)
- Billie Matticks – Miss Throxton

## Melodii din film
Coloana sonoră a filmului cuprinde următoarele melodii:
- Chiapanecos (uncredited), Traditional Mexican folk dance;
- Mexicanerias (uncredited), interpretată de Pepito Villa;
- La Llegada (uncredited), interpretată de Los Tres Guaramex[3]
- Cascadas (uncredited), interpretată de Los Tres Guaramex cu Pepito Villa[3]
- Flor De Azalea (uncredited), interpretată de Los Tres Guaramex cu Lee Ramos[3]

## Aprecieri
„ «Viața e crudă și moartea e eșecul nostru inevitabil. Dar avem datoria să instaurăm mereu unitatea între carnal și spiritual» - e mesajul filmului inspirat lui Huston de Tennessee Williams. Admirabil pus în valoare de Gasbriel Figueroa, peisajul mexican.”—T. Caranfil , Dicționar universal de filme 

## Premii și nominalizări
- 1964 – Festivalul Internațional de Film de la San Sebastián
  - Scoica de Argint pentru cea mai bună actriță lui Ava Gardner;
- 1965 – Premiile Oscar;
  - Premiul Oscar pentru cele mai bune costume (film alb-negru) lui Dorothy Jeakins;
  - Nominalizare la premiul Cea mai bună imagine alb-negru lui Gabriel Figueroa
  - Nominalizare la premiul Cea mai bună actriță în rol secundar pentru Grayson Hall
  - Nominalizare la premiul Cele mai bune decoruri lui Stephen Grimes

## Lansare
Filmul „Noaptea iguanei” a avut premiera în Spania pe data de 9 iunie 1964 la Festivalul de Film de la San Sebastián
În România premiera filmului a avut loc la data de 16 mai 1966 la cinematografele „Patria”, „Grivița” și „Expoziția” (Piața Scînteii) din capitală.